# Santa Carmem
Santa Carmem es un municipio brasilero del estado de Mato Grosso. Se localiza a una latitud 11º54'46" sur y a una longitud 55º13'34" oeste, estando a una altitud de 386 metros. Su población estimada en 2004 era de 4.165 habitantes.
Posee un área de 3851,87 km² .